# Klaus Nomi
Klaus Sperber (Immenstadt, 24 de enero de 1944 - Nueva York, 6 de agosto de 1983), conocido artísticamente como Klaus Nomi, fue un contratenor de origen alemán. Ha sido vastamente reconocido por sus únicas e inusuales interpretaciones vocales y por fusionar la ópera con el rock y el pop. También es recordado por sus extravagantes actuaciones teatrales, su maquillaje recargado, su vestuario futurista y su peinado único y estilizado que exageraba las entradas de su cabello. Especialmente buscaba dar la imagen de que era un extraterrestre que cayó de una galaxia más glamorosa para cantar a través de su condición de falsetto. Sus composiciones musicales eran singulares y abarcaban desde interpretaciones en sintetizador de la ópera clásica hasta varias versiones de canciones de pop como «El Twist» de Chubby Checker y «Lightning Strikes» de Lou Christie.

## Biografía

### Inicios
Klaus Nomi nació el 24 de enero de 1944 en la ciudad de Immenstadt im Allgäu, en el estado de Baviera, en Alemania, bajo el nombre de Klaus Sperber. Fue criado por su madre soltera, Bettina Sperber, que había dejado Essen huyendo de los bombardeos durante la Segunda Guerra Mundial. Cuando él tenía cuatro años, regresó a su casa familiar en Essen. El padre de su hijo era un soldado de permiso que falleció de gripe antes del nacimiento de su vástago. En casa eran aficionados a la música clásica y desde temprana edad demostró pasión por la ópera.  Auspiciado con las pequeñas monedas que le entregaba su abuela, el pequeño Klaus, a diferencia del resto de los niños de posguerra, en vez de comprar dulces juntaba cada moneda para comprar discos de su gran pasión, la ópera.
En los años 1960, durante su juventud trabajó como acomodador en la Ópera Alemana de Berlín, ubicada en el oeste de la ciudad. Después de cada presentación de ópera, Klaus subía al escenario y cantaba al personal de mantenimiento música de Maria Callas y Elvis Presley. En este mismo periodo también interpretó arias de óperas en un club nocturno gay de Berlín denominado Kleist Casino. 
Nomi describió en una entrevista una de las causas que le inspiraron el deseo de dedicarse al canto: 

Una vez vi a María Callas y siempre tuve el sueño de conocerla. En Alemania, existe una costumbre en la noche de Año Nuevo que consiste en derretir algún metal sobre una vela, y cuando se vuelve líquido lo colocas en agua fría. Algo muy extraño sucede. La idea es que lo analices y juzgues por ti mismo lo que pueda significar para ti. Esta forma parecía como si dos personas estuvieran cara a cara, y por supuesto era María y yo. Bueno, tres meses más tarde fue anunciado que iba a venir a dar un concierto en la pequeña ciudad en donde vivía. Fue perfecto, de hecho, estuve presente y salté al escenario, la encaré lo más cerca posible que pude. Logré obtener un fugaz vistazo de sus ojos y fue como un incendio dentro de mí. Casi me desmayo. Al día siguiente fui a buscar una profesora de canto y comencé a cantar profesionalmente, y cada vez que tengo éxito en cualquier cosa, en honor a ella interpreto una de sus canciones.

A mediados de 1970 se trasladó a la ciudad de Nueva York y se involucró en el ambiente artístico del vecindario East Village. Decidió cambiar su nombre artístico a Nomi, un anagrama proveniente de la palabra «Omni», que era el título de su revista favorita que trataba de extraterrestres y ciencia ficción. Según un documental titulado The Nomi Song (2004), realizado por el productor Andrew Horn, Nomi se inscribió en lecciones de canto con el artista Ira Siff y durante su periodo de estudios subsistió mediante un trabajo de chef de repostería. Ira Siff, su maestro, declaró en una entrevista: 

Era un hombre dulce, muy sincero y tímido. Es la única persona que dio sentido a la mezcla de la ópera con el pop, y que comprendía ambos estilos y los hizo funcionar conjuntamente. Llevó su voz a lugares y sonidos lejanos, que la gente jamás había escuchado antes.

### Carrera artística
En 1972 se unió a la compañía de teatro de Charles Ludlam y apareció en una producción satírica de tipo afeminado basada en la ópera titulada El Oro del Rin (en alemán: Das Rheingold) perteneciente al compositor Richard Wagner. En esta presentación, Nomi desarrolló por primera vez la imagen escénica de extraterrestre.
Sin embargo, Nomi llamó la atención del escenario artístico de Nueva York en 1978, con su participación en la obra new wave Vodevil, un evento con duración de cuatro noches, organizado por el artista David McDermott y donde se realizaron aproximadamente treinta actos interpretados por distintos personajes del ambiente artístico. Vestido con un ajustado traje espacial y con una capa de plástico transparente, Klaus cantó el aria «Mon coeur s’ouvre a ta voix» («Mi corazón se abre a tu voz») de la ópera Samson et Dalila de 1877 compuesta por Camille Saint-Saëns. La presentación culminó con una caótica iluminación estroboscópica, bombas de humo y estridentes sonidos de efectos electrónicos, mientras Nomi se alejaba del escenario. Joey Arias recuerda, «todavía se me eriza la piel cuando lo pienso… Era como si fuera de un planeta diferente y sus padres lo estuvieran llamando para que volviera a casa. Cuando el humo se aclaró, Nomi había desaparecido.» La reacción fue irresistiblemente positiva y recibió numerosas invitaciones para que se presentase en clubes alrededor de toda la ciudad de Nueva York.
Nomi fue ganando confianza en sus presentaciones y juntó a un grupo de prometedores artistas para que colaborasen como bailarines y coristas en sus variadas funciones, e incluían personalidades como Joey Arias, Jean-Michel Basquiat, Keith Haring, John McLaughlin (quien también usaba el seudónimo «Johnny Sex»), Madonna y Kenny Sharf.
David Bowie escuchó sobre las presentaciones de Nomi en Nueva York y se interesó. Durante una noche en el club nocturno Mudd Club tuvo la oportunidad de finalmente conocer al joven cantante, quien en ese momento se encontraba junto a Joey Arias, y tras dialogar decidió contratar a los dos artistas como coristas para su aparición en el programa televisivo Saturday Night Live. El programa se estrenó el 15 de diciembre de 1979 e interpretaron la canción «The Man Who Sold the World». A pesar de que Bowie nunca los volvió a tomar en cuenta, esta presentación le abrió las puertas a Nomi. Es así que en 1981 recibió el apoyo de la discográfica RCA y produjo su primer álbum titulado Klaus Nomi. Este disco incluye sus primeros éxitos: «Total Eclipse», «The Cold Song» y «Mon coeur s’ouvre a ta voix», entre otras y su icónico atuendo a partir del que usó Bowie para la actuación televisiva, que le impresionó: un estilismo en blanco y negro, con una especie de esmoquin espacial y mallas, inspirado en el expresionismo alemán de los años 20. Nomi alcanzó gran popularidad y realizó una gira musical por diversos países europeos y Norteamérica. Además realizó diversos vídeos como el documental, Urgh! A Music War (1981), que trata sobre el rock y donde se exhibe la presentación en vivo de Nomi del tema «Total Eclipse». De acuerdo con Kristian Hoffman, gran parte del público recuerda a Nomi por su interpretación de la canción «The Cold Song» o «El aria del Frío», de Henry Purcell, perteneciente a la obra El Rey Arturo, tercer acto.
En la letra de la canción «Total Eclipse» Nomi hace numerosas referencias a la obra de Handel Sansón. De acuerdo al oratorio de Handel, Sansón es prisionero de los filisteos y Nomi en su canción sustituye su propio destino con el de Sansón. Más claro, para Nomi los filisteos equivalen a la sociedad heterosexual que rechaza a los homosexuales.
Nomi también realizó una colaboración con el productor Man Parrish, donde apareció como corista de la pista «Six Simple Synthesizers» perteneciente al álbum Hip Hop Bee Bop. En 1982 publicó su segundo disco titulado Simple Man, que contiene una mezcla de canciones pop y de ópera. Entre los temas más importantes están canciones compuestas por John Dowland, extractos de la ópera Dido y Eneas (Purcell), «Falling in Love Again» de la película El ángel azul un clásico cantado por Marlene Dietrich, y «Ding Dong the Witch is Dead» del filme El Mago de Oz, entre otras. Desafortunadamente, en 1983 tuvo que alejarse abruptamente de los escenarios debido a que su salud empezó a decaer.
En sus últimos meses de vida, se enfocó en las piezas operísticas barrocas, y adoptó un traje inspirado en los de esa época, cuya gorguera le permitía ocultar los brotes del sarcoma de Kaposi en el cuello.

### Fallecimiento
Tuvo una corta trayectoria musical debido a su fallecimiento el 6 de agosto de 1983 a consecuencia del SIDA, convirtiéndose en uno de los primeros famosos en morir a causa del virus, en una época en donde se creía que era la plaga de la comunidad gay y se conocía muy poca información sobre esta. Nomi murió a los 39 años, abandonado durante sus últimos días de vida por la mayoría de sus amistades cercanas y asociados. Fue incinerado y sus cenizas fueron esparcidas en Nueva York, de acuerdo a su expreso deseo. Joey Arias relató los últimos días de Nomi:

Los doctores me obligaron a utilizar un traje de plástico cuando lo visité. Tenía prohibido tocarle. Después de unas pocas semanas parecía haber mejorado. Tenía la fortaleza para caminar. Entonces abandonó el hospital y se fue a su casa. Su mánager le hizo firmar todos los papeles, como si su vida valiera quinientos dólares. Desarrolló kaposis (un tipo de lesión asociada con el sarcoma de kaposi, que es una forma extraña de cáncer de piel relacionada con el sida), y empezó a tomar interferón. Eso le afectó terriblemente. Tenía marcas en todo su cuerpo y sus ojos tenían hendiduras púrpuras. Era como si alguien lo estuviera destruyendo. Solía hacer gracia de eso y decía, ‘ahora llámenme el Nomi de puntos’. Después realmente se debilitó y lo llevamos de urgencia al hospital. No podía ingerir alimentos por días porque tenía cáncer estomacal. Luego le brotó herpes por todo su cuerpo. Se convirtió en un monstruo. Me dolía tanto verlo. Hablé con él la noche del 5 de agosto y me dijo, ‘¿Joey, y ahora qué hago? Ya no me quieren más en el hospital. Ya me desconectaron de todas las máquinas. Tengo que parar todo esto porque no estoy mejorando’. Tuve un sueño de que Klaus se mejoraba y cantaba nuevamente, sólo que esta vez un poco deformado, así que ahora tenía que estar detrás de una pantalla o algo. Le dije, ‘Ahora tú serás el fantasma de la ópera’. Haremos presentaciones juntos y me respondió, ‘Sí, posiblemente’. Pero Klaus murió esa noche mientras dormía.»

## Influencia y significado cultural
Cineastas como Andrew Horn y escritores como Jim Fouratt consideraron a Nomi como un importante personaje dentro del escenario artístico del East Village en la década de 1980. Este barrio fue el semillero de varios estilos musicales (como el estilo punk rock), de las artes visuales y del vanguardismo. A pesar de que el trabajo musical de Nomi no alcanzó el éxito comercial en los Estados Unidos en el momento de su fallecimiento, logró reunir con el tiempo un culto de seguidores en Nueva York y Francia.
El documental realizado por Andrew Horn en el 2004 sobre la vida de Nomi, titulado The Nomi Song, y distribuido por Palm Pictures, ayudó a renovar el interés del público por este músico. Tras su estreno se llevaron a cabo eventos como una exhibición de arte en la galería New Langton Arts en la ciudad de San Francisco donde se expuso videos del cantante, fotografías y algunas de sus pertenencias.
La influencia de Nomi puede ser medida y vislumbrada a partir de las referencias y homenajes realizados hacia él en la obra de otros artistas. El ícono británico del pop, Morrissey, utilizó la canción «Wayward Sisters» como una introducción antes de aparecer en el escenario, para iniciar su concierto en su gira del álbum Kill Uncle. Igualmente, empleó la canción «After the Fall» con el mismo propósito durante su gira en los Estados Unidos en el 2007. Además, incluyó la canción, «Death» en su compilación de canciones influyentes bajo el título de «Under the Influence». La compositora austriaca Olga Neuwirth escribió «Hommage a Klaus Nomi», el cual es un ensamble de cámara realizado para un contratenor, en honor a Nomi.
Una versión ficticia de Nomi aparece en las series animadas de televisión The Venture Bros.. En el capítulo Showdown at Cremation Creek (Parte I), Nomi aparece como uno de los guardaespaldas de David Bowie (junto a Iggy Pop, otro de los colaboradores de Bowie). En este episodio Klaus ataca a sus oponentes por medio de su canto con una alta tonalidad y su corbatín que es utilizado como un ariete. En el episodio Showdown at Cremation Creek (Parte II), Klaus es asesinado por traicionar a Bowie en su lucha por convertirse en secuaz del villano Phanton Limb.
La extravagante versión realizada por Nomi del sencillo de 1964, «You Don’t Own Me» perteneciente a Lesley Gore, en el cual utiliza un fuerte acento alemán, ha sido en varias ocasiones empleado en el programa radial The Rush Limbaugh Show como el tema de actualizaciones de noticias referente al grupo gay. Esta práctica en el programa se inició después de que se usó el tema de Lesley Gore para presentar noticias feministas.
En el 2006, casas de moda como Givenchy y Paco Rabanne se basaron en la imagen andrógina de Klaus Nomi para diseñar sus colecciones de vestuario con formas intergalácticas, chaquetas espaciales y faldas triangulares.
En los años 2011-2012, el Victoria and Albert Museum de Londres incluyó el video de la canción «Lightning Strikes» en la exhibición Postmodernism: Style and Subversion 1970-1990.

## Discografía

### Álbumes
| Año  | Álbum      |
| ---- | ---------- |
| 1981 | Klaus Nomi |
| 1982 | Simple Man |
| 1983 | Encore     |
| 1986 | In Concert |
| 2007 | Za Bakdaz  |

### Sencillos
| Año  | Sencillo                                |
| ---- | --------------------------------------- |
| 1981 | «You Don't Own Me»                      |
| 1981 | «Falling in Love Again»                 |
| 1982 | «Nomi Song»                             |
| 1982 | «Cold Song»                             |
| 1982 | «Lightning Strikes»                     |
| 1982 | «Falling in Love Again»                 |
| 1982 | «Simple Man»                            |
| 1982 | «Death»                                 |
| 1982 | «Ding Dong»                             |
| 1982 | «ICUROK»                                |
| 1982 | «ICUROK» (Versión canadiense de 12")    |
| 1982 | «Ding Dong» (Versión canadiense de 12") |
| 1998 | «Za Bak Daz»                            |
| 1998 | «Silent Night»                          |
| 1998 | «After the Fall»                        |

## Filmografía

### Cine
| Año  | Película                       | Personaje             |
| ---- | ------------------------------ | --------------------- |
| 1972 | Ex und hopp                    | Klaus Nomi            |
| 1979 | Mr. Mike's Mondo Video         | Cantante de ópera     |
| 1980 | The Long Island Four           | Personaje desconocido |
| 1981 | Urgh! A Music War              | Klaus Nomi            |
| 2002 | Bleu, blanc, rose - Documental | Klaus Nomi            |
| 2004 | The Nomi Song - Documental     | Klaus Nomi            |

### Videos musicales
| Videos musicales                                       |
| ------------------------------------------------------ |
| "Simple Man"                                           |
| "Lightning Strikes"                                    |
| "Nomi Song"                                            |
| "After the Fall"                                       |
| "Falling in Love Again"                                |
| "The Cold Song" (Henry Purcell 1691, ópera Rey Arturo) |